# Кульман, Елизавета Борисовна
Елизаве́та Бори́совна Ку́льман (нем. Elisabeth Kulmann; 5 (17) июля 1808, Санкт-Петербург — 19 ноября (1 декабря) 1825, Санкт-Петербург) — русская, немецкая и итальянская поэтесса, переводчица, полиглот.

## Биография

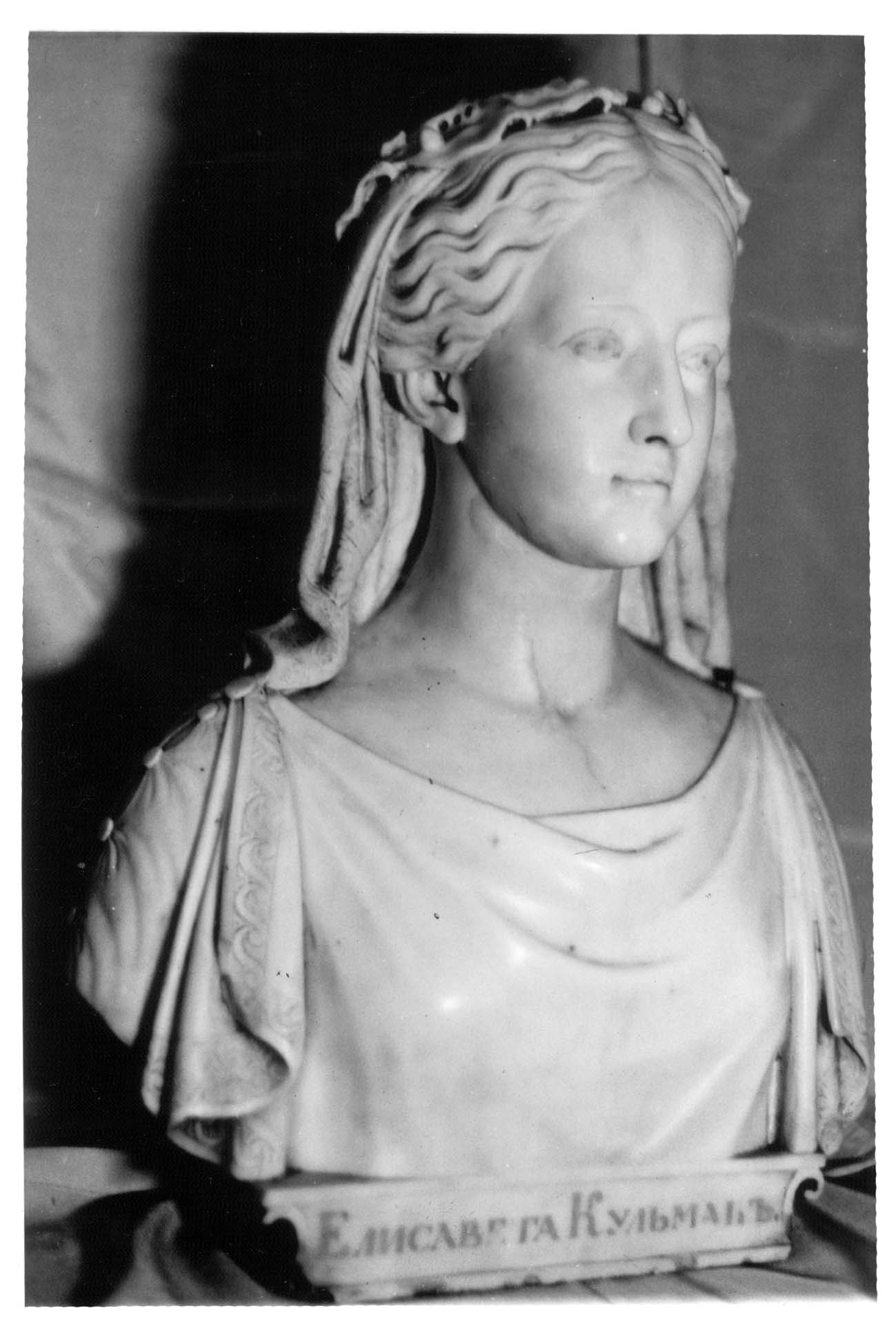
Елизавета Кульман (бюст, мрамор)

Родилась в немецкой многодетной семье потомственного офицера Бориса Фёдоровича и Марии (урождённой Розенберг) Кульманов, фамилия которых происходила из Эстляндии. Отец начал службу в русской армии при Екатерине II, дослужился в кирасирах до капитана, боевые раны вынудили его выйти в отставку и начать гражданскую службу, которую он закончил в чине коллежского советника; он умер, когда Елизавета была совсем маленькой. Семья жила в домике с маленьким садиком на Васильевском острове и вела скромный, если не сказать бедный, и добродетельный образ жизни.
Елизавета была поздним и последним ребёнком; семерых братьев и сестру она почти не знала: братья воевали в Отечественную войну 1812 года и в Наполеоновских войнах и шесть из них погибли на полях сражений или от ранений. Один брат остался инвалидом, служил по гражданскому ведомству и жил в бедности; старшая замужняя сестра умерла. Сестра и братья имели детей — племянников Елизаветы, но они жили у родственников или в сиротских учреждениях.
Отец и мать Кульманы были протестантами, но всех своих детей воспитывали в греческой вере, в которую позже перешли и сами.
В детстве Елизавета проявила феноменальные филологические способности, обучалась древним и новым языкам под руководством просвещённого иностранца Карла Фридриха Гросгейнриха (Karl Friedrich Grossheinrich), друга семьи Кульманов, служившего гувернёром в богатых домах Санкт-Петербурга.
Кроме языков, глубоко интересовалась естественными науками, особенно ботаникой и минералогией, регулярно посещала минералогический кабинет в Горном кадетском корпусе. Эти предметы, а также физику и математику, профессор Горного корпуса П. И. Медер преподавал одновременно ей и двум своим дочерям, которые в свою очередь учились от неё новым языкам. Сознавая свою бедность, она собиралась идти в учительницы.
По данным биографического словаря Половцова, на двенадцатом году жизни Елизаветы положение семьи улучшилось: её мать получила место домоправительницы у овдовевшего священника церкви Преподобного Макария Египетского при Горном корпусе Петра Аврамова (в словаре — Абрамова). Елизавета начала учить латинский язык, чтобы на нём поблагодарить священника — любителя древней словесности — в день его Ангела. В свою очередь, Аврамов стал давать девочке уроки славянского языка, а также познакомил её с русскими писателями и поэтами. На тринадцатом году ею за несколько месяцев был освоен греческий язык; она стала переводить стихи Анакреонта на русский, итальянский, французский и латинский языки; на четырнадцатом году приступила к изучению творчества Гомера.
В результате такого интенсивного обучения она знала одиннадцать языков: английский, французский, итальянский, русский и церковнославянский, древнегреческий и новогреческий, латинский, испанский и португальский, а немецкий был для неё родным языком.
Елизавета росла религиозным человеком, что во многих её стихах выражалось ощущением незримого присутствия Творца; она Его ни о чём не просила, Он был для неё воплощением Высшей Справедливости, чью волю она воспринимала с благодарностью. Со своими сверстниками она сходилась плохо, бывали случаи, когда дети богатых родителей подчёркивали её бедность, на это в стихотворении «Мой образ жизни» («Meine Lebensart») она писала, что довольна своей жизнью, никогда не ложится спать голодной и у неё целых два платья; большую часть времени она отдавала напряжённому и почти непрерывному поэтическому творчеству, считая постоянный труд средством осуществления своего предназначения, которое дал ей Господь.
Поэзия не была единственным предметом занятий Елизаветы, она также «играла и пела превосходно…», как сообщал в письме Владимиру Далю его двоюродный брат Алексей Реймерс.
С четырнадцати лет пользовалась «расположением и благосклонностью» супруги Александра I Елизаветы Алексеевны, приславшей, как сообщается в словаре Половцова, драгоценный подарок.
В ноябре 1824 года во время наводнения Елизавета простудилась, после чего заболела чахоткой; через год 17-летняя поэтесса скончалась. Одно из стихотворений этого года:
О славе я мечтала
И этим лишь жила.
Её одну желала,
И жизнь ей отдала.
Мой путь лежит в эфире,
Где только Бога власть.
Я вознеслась над миром
И не боюсь упасть.
Похоронена 21 ноября 1825 года на Смоленском православном кладбище в Санкт-Петербурге, где был установлен памятник работы Александра Трискорни в виде саркофага из белого мрамора, изображающего усыпанное цветами ложе с лежащей на нём девушкой, склонившей голову на левую руку и с надписью на латинском языке (перевод):
Prima Russicarum / Первая русская
Operam dedit idiomati graeco / Учившаяся по-гречески
Undecim novit linguas, / Знавшая 11 языков,
Loquebatur octo. / Говорившая на 8.
Quamquam puella / И, несмотря на юные лета свои
Poetris eminens / Была отличною писательницей.
Кроме латинской, на памятнике были высечены также надписи на русском, церковно-славянском, древне-греческом, немецком, французском, английском, итальянском, испанском и ново-греческом языках.
Учитель поэтессы Карл Гросгейнрих после кончины своей ученицы собрал её бумаги, привёл в порядок и собственноручно переписал все тексты, составил подробное рекомендательное письмо, после чего восемь лет настойчиво добивался от Императорской академии наук издания под её эгидой академического полного собрания сочинений Елизаветы Кульман. В результате его непрестанных усилий было дано разрешение на публикацию, требуемая сумма выделена и в 1833 году вышли «Пиитические опыты».
В 1930-х годах захоронение перенесено в Некрополь мастеров искусств Александро-Невской лавры.
Выдвинута гипотеза, что статуя ангела на Александровской колонне представляет собой скульптурный портрет Елизаветы Кульман.

## Творчество
Сочиняла стихи на немецком, русском, итальянском и французском языках. Перевела оды Анакреона на русский, немецкий и итальянский языки белыми стихами, драмы В. Озерова, которого Осип Мандельштам назвал «последним лучом трагической зари» — на немецкий язык.
Её немецкоязычные стихи удостоились похвалы Гёте и Жан-Поля, а впоследствии были положены на музыку Робертом Шуманом, написавшим посвящение, послесловие и комментарии к каждому произведению: «Вся ее жизнь была поэзией, из этого богатого бытия могли быть выбраны лишь отдельные моменты. <…> Я верю, что поэтесса, которая три десятилетия назад была знакома на севере лишь единицам, рано или поздно будет встречена в Германии как светозарная звезда, и сиянье ее широко разольется над всеми странами».
Поэтесса настолько вникала в предмет своих занятий, что например её подражания древнегреческим авторам вполне можно было принять за мастерский перевод реального поэта древности, доселе неизвестного, как отмечал европейский знаток античности поэт И. Г. Фосс.

## Издания сочинений Кульман
- Кульман Е. Б. Пиитические опыты. — тип. Рос. Акад., в 3 ч., СПб., 1833, 598 с.; 2-е изд. 1839, 1109 с.
- Kulmann Elisabeth. Sämmtliche Gedichte — S.-Pb., 1835. — 200 S.
- Кульман Е. Б. Сказки Елисаветы Кульман в трех частях. — СПб., 1839. — 286 c.
- Kulmann E. Saggi poetici. — S.-Pietroburgo, 1839. — XXIII, 191 S.
- Кульман Е. Б. Полное собрание русских, немецких и итальянских стихотворений. — СПб., 1841.
- Kulmann Elisabeth. Sämmtliche Gedichte — Leipzig, 1844. — 132; 288 S.
- Kulmann E. Saggi Poetici di Elisabetta Kulmann. — Milano, 1845, 1846, 1847.
- Kulmann Elisabeth. Sämmtliche Dichtungen — Frankfurt am Main, 1851. — CXXXIII, 670 S.; 1857. — CXXVIII, 724 S.
- Kulmann E. Dichtungen. Ausgewahlt und mit einer Einleitung versehen von Franz Miltner. — Heidelberg, 1875. — XXII, 145 S.
- Kulmann E. Mond, meiner Seele Liebling: e.Ausw. ihrer Gedichte. — Heidelberg, 1981.

## Музыкальные произведения на стихи Кульман

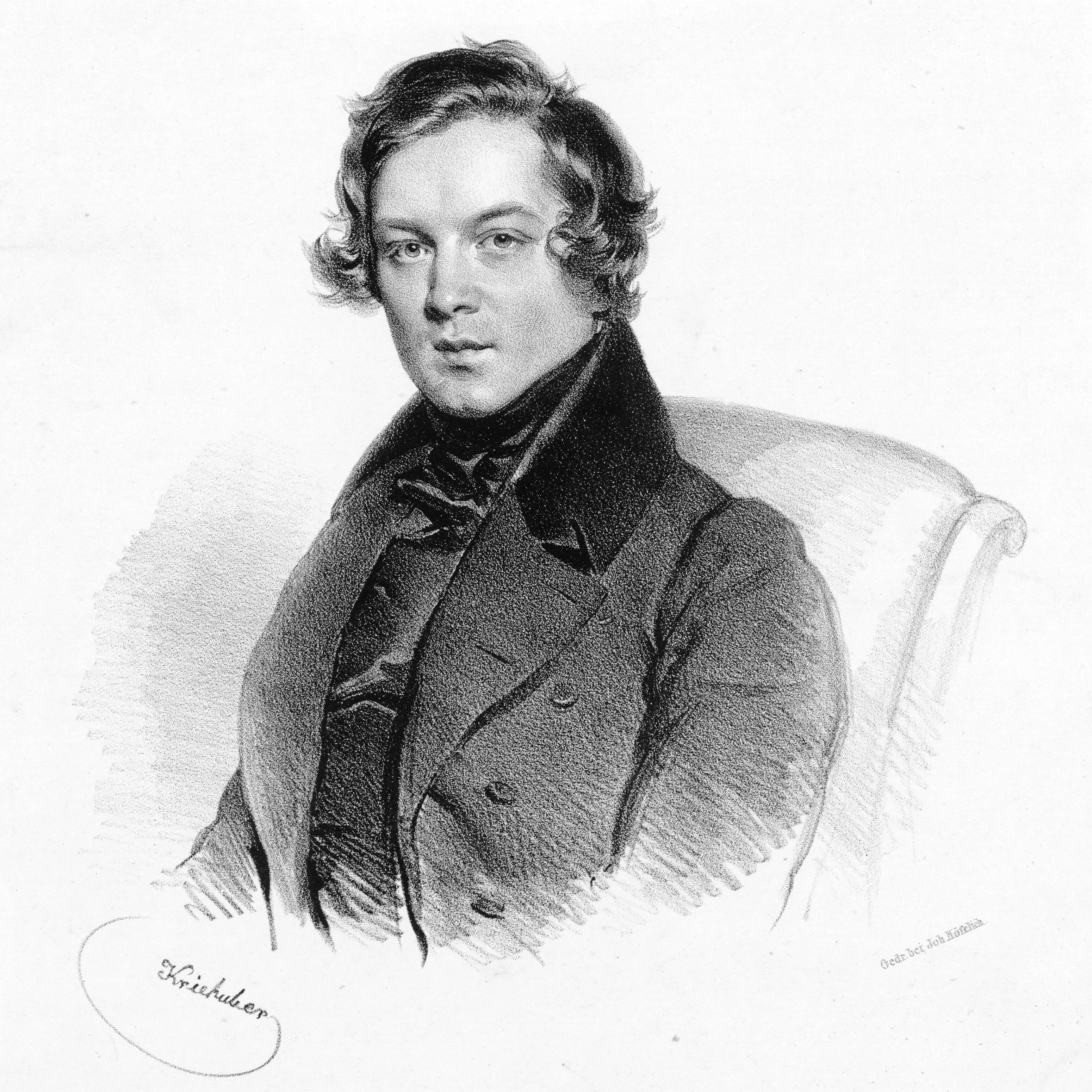
Композитор Роберт Шуман

- Schumann R. Mädchenlieder von Elisabeth Kulmann für 2 Sopran-St. jder Sopran u. Alt mit Begleitung des Pianoforte. Op. 103. — Leipzig: Fr. Kistner, [1851]. — 11 S.

Шуман Р. [Девичьи песни Елизаветы Кульман: Для двух сопрано (или сопрано и альта) с фортепиано] /Пер. с нем. В. Хорват // Шуман Р. Собрание вокальных сочинений. Т. 6. — М.: Музыка, 1972. — С. 102—109.
- Schumann R. Sieben Lieder von Elisabeth Kulmann zur Erinnerung an die Dichterin für eine Singstimme mit Begleitung des Pianoforte componirt von Rob. Schumann. Op.104. — Leipzig: Fr. Kistner, [1851]. — 18 S.

Шуман Р. «Семь песен [Eлизаветы Кульман. На память о поэтессе.]»: Для голоса с фортепиано. Ор. 104. / Пер. с нем. М. Комарицкого // Шуман Р. Собрание вокальных сочинений. Т. 5. — М.: Музыка, 1969. — С. 55—68.